# Ron Lyle
Pour les articles homonymes, voir Lyle.
Ron Lyle (12 février 1941 - 26 novembre 2011) est un boxeur américain de la catégorie des poids lourds.

## Carrière
Champion amateur des États-Unis dans la catégorie poids lourds en 1970, il passe professionnel l'année suivante et remporte ses 19 premiers combats avant de s'incliner aux points face à son compatriote Jerry Quarry, le 9 février 1973. Il livre combat 12 fois lors des deux années suivantes : il bat notamment l'ancien champion du monde Jimmy Ellis, l'ancien champion d'Argentine Oscar Bonavena et fait match nul contre un autre ancien champion d'Argentine, Gregorio Peralta. Mais le 12 février 1975, il connaît une deuxième défaite contre Jimmy Young, déclaré vainqueur aux points en 10 rounds.
Lyle est principalement connu pour deux combats : Il boxe face à Mohamed Ali, le 16 mai 1975, pour le titre de champion du monde des poids lourds. Lyle livre un combat tactique, forçant Ali à boxer au centre du ring, alors que ce dernier souhaite l'entraîner dans les cordes, pour utiliser la tactique qui lui avait permis de gagner contre George Foreman. Peu actif durant la majorité des rounds, Ali se déchaîne brusquement au 11e round. Lyle ne chute pas mais encaisse beaucoup de coups sans répliquer, l'arbitre arrête le combat.
Après avoir battu Earnie Shavers par KO technique au 6e round en septembre 1975, Ron Lyle affronte l'ancien champion du monde George Foreman le 24 janvier 1976. Les deux adversaires livrent un combat violent. Au quatrième round, Lyle envoie Foreman au tapis mais celui-ci réplique et l'envoie à son tour au tapis. À la fin du round, cependant, Lyle fait chuter Foreman une fois encore grâce à plusieurs crochets. Foreman se relève encore. Au milieu du 5e round, Lyle est sévèrement touché à nouveau. Foreman le frappe de larges crochets. Lyle réplique de moins en moins et se retrouve dans un coin, sans se protéger ni répliquer : Foreman double ses coups et l'envoie à terre. Lyle tente de reprendre le combat mais il ne se relève pas à temps et perd une 4e fois en carrière. Ce combat est désigné Combat de l'année 1976 par Ring Magazine. Lyle ne parvient pas à décrocher de titre continental ou mondial au cours de sa carrière, terminée une première fois en 1980 après une défaite contre Gerry Cooney.
Il fait un bref retour en 1995 à l'âge de 54 ans, remportant 4 combats contre des faire-valoir, avant de se retirer définitivement. Il meurt, à Denver, le 26 novembre 2011, à l'âge de 70 ans.

## Distinction
- Foreman - Lyle est élu combat de l'année en 1976 par Ring Magazine.